# Ingrid Ebouka-Babackas
Ingrid Ebouka-Babackas (ur. 1964) – kongijska polityk, minister gospodarki, statystyki i integracji regionalnej w latach 2021–2022. Od 2016 do 2021 roku była ministrem planowania, statystyki i integracji regionalnej, a od 2020 roku przejęła także obowiązki ministra transportu, lotnictwa cywilnego i marynarki handlowej.

## Życiorys
Ingrid Ebouka-Babackas urodziła się w 1964 roku, jest córką byłego ministra finansów Édouarda Ebouka-Babackasa. Studiowała we Francji oraz w Kongu, uzyskała dyplom z bankowości i finansów. Pracowała w Banque internationale du Congo jako dyrektorka ds. prawnych i sporów sądowych. W latach 2001–2011 była zastępczynią kierownika Wydziału Regulacji w Sekretariacie Generalnym Commission bancaire de l'Afrique centrale. Następnie została członkinią National Credit Council, pełniła obowiązki członkini Krajowego Komitetu Monetarnego i Finansowego oraz członka Komitetu Stabilności Finansowej w Afryce Środkowej. Pracowała również jako asystentka dyrektora finansowego w Ivorian Company of Coffee and Cocoa w Abidżanie na Wybrzeżu Kości Słoniowej.
Jest skarbniczką Stowarzyszenia Femmes de la Cuvette Vision et développement.

## Kariera polityczna
Była członkinią krajowego kierownictwa kampanii prezydenckiej Denisa Sassou-Nguesso, była także Dyrektorką Generalną Krajowych Instytucji Finansowych w Ministerstwie Gospodarki, Finansów i Budżetu.
30 kwietnia 2016 roku weszła w skład rządu na stanowisku ministra planowania, statystyki i integracji regionalnej. Jako minister obiecała stworzenie rzetelnych statystyk dotyczących państwa. 16 marca 2020 roku, dekretem prezydenckim odwołującym Fidèle Dimou ze składu rządu, jej resort został poszerzony o sprawy związane z transportem, lotnictwem cywilnym i marynarką handlową (wcześniej było to oddzielne ministerstwo, którym kierował Dimou). Przejmując resort, zobowiązała się m.in. do ponownego uruchomienia linii lotniczych ECAir (spółka została zamknięta w 2016 roku) oraz do zwiększenia działalności CFCO (m.in. poprzez budowę nowych połączeń kolejowych).
Po utworzeniu nowego rządu, przez premiera Anatole Collinet Makosso, 15 maja 2021 roku została powołana na stanowisko ministra gospodarki, statystyki i integracji regionalnej. 27 września 2022 roku na tym stanowisku zastąpił ją Jean-Baptiste Ondaye, a ona została powołana na stanowisko ministra planowania, statystyki i integracji regionalnej.

## Życie prywatne
Jest samotną matką dwójki dzieci.